# 上海クーデター
上海クーデター（シャンハイクーデター）は、1927年4月12日に中華民国の上海において、蔣介石が起した反共クーデター。四・一二クーデターともいう。
北伐に呼応し第三次上海暴動を引き起こした武装労働者糾察隊が、国民革命軍右派による武装解除の命に応じず抵抗を試みたため、革命軍から武力行使を受けた事件およびその武力行使に対して抗議のためのデモを行った労働者・市民に対し革命軍が発砲・虐殺し、国民党左派・共産党系労働組合の解散を命じ総工会の建物を占拠した事件。四・一二事件とも言う。中国国民党は「清党」と称する一方、中国共産党は「四・一二反革命政変」、「四・一二惨案」と称す。検挙の過程で暴動を引き起こした多くの共産党党員と工場労働者が死傷した。
日本語版では、日本でよく使われる用語として上海クーデターを用いる。

## 背景

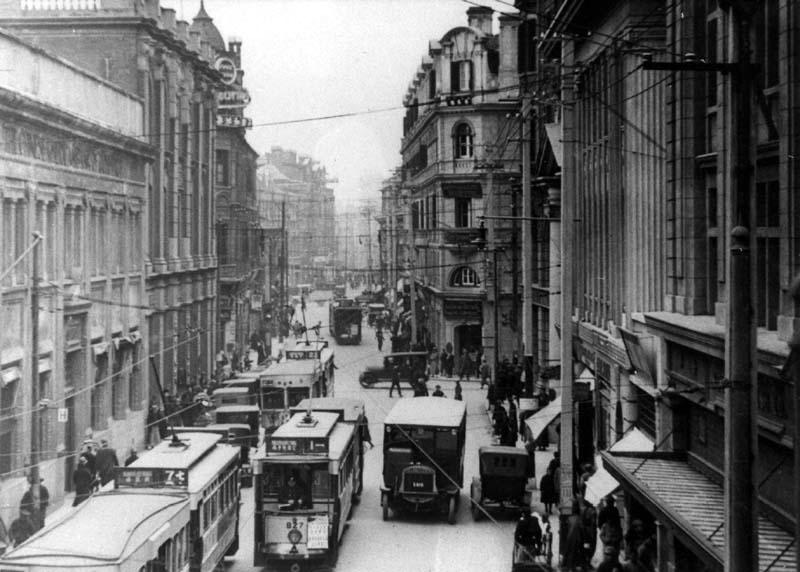
1920年代の上海（九江路）

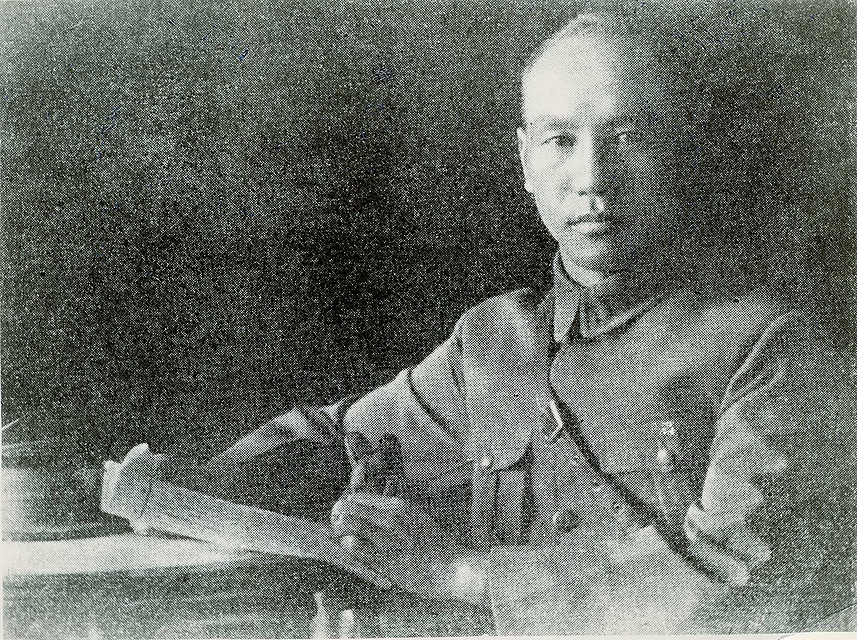
1926年頃の蔣介石

1926年7月、国民革命軍は北伐を開始し、蔣介石を総司令に任命した。破竹の勢いの北伐軍は11月になると長江流域に達し、蔣介石の権威は強まった。国民党左派とソ連から派遣された政治顧問ボロディンは蔣介石の権威を弱めようと画策する。北伐軍の武漢の占領を受け、11月に広州の国民政府と国民党中央を武漢に移転することを決定する。党内左派重鎮とボロディンは12月に武漢に入り、党中央全体会議ではなく今後は党中央と政府の臨時連席会議を組織し、これが最高職権を行使すると宣言した。翌1927年1月1日、武漢国民政府が正式に開始された。左派とボロディンは右派抜きで3月に武漢で中央全体会議を開催し、左派に都合の良いように規約を改正して、蔣介石の権威を削ごうとした。この結果、政府・党の要職は左派で占められ、共産党員が初めて閣僚クラスのポストに就くなど、武漢国民政府内の共産党勢力の発言力が増した。
北伐に呼応して中国共産党は上海で3回にわたる武装暴動を計画した。1926年10月、1927年2月に主導した武装暴動は失敗に帰したが、3回目の武装暴動はそれに先立ち引き起こされたゼネストと連動し成功を収めた。共産党の周恩来などの指導の下、上海の労働者は2700人からなる武装工人糾察隊を組織した。東路軍を率いる白崇禧の上海入城直前の3月22日には、工人糾察隊は警察や守備隊に対して武装攻撃を行い、上海に自治政府を成立させたのであった。
二日後の3月24日に国民革命軍第二軍と第六軍は南京を占領した。この際、国民革命軍の兵士と暴徒が領事館や教会を襲撃し、外国人数人を殺傷した。南京事件である。事件の一報を受けた蔣介石は、事件の真相の徹底調査を行い、自軍に襲撃事件の責任があるときは全責任を負い解決するとの声明を発した。蔣介石の認識では南京事件を引き起こしたのは第六軍の共産党員の兵士であった。また第二軍、第六軍の党代表は共産党員であった。中国共産党の台頭に不安を抱く欧米や資本家の団体である上海総商会は、3月26日に上海に入った蔣介石に対し、中国共産党を排除して早期の治安回復を要求した。蔣介石は「清党」を発動する為、租界における外国の支配は現状のままである事を保証しその見返りに、諸外国の援助を受けたのであった。

## 事件の経過
1927年4月2日、蔣介石は李宗仁、白崇禧、黄紹竑、李済深、張静江、呉稚暉、李石曾等を招き、上海で中国国民党中央監察委員会会議を招集した。会議の中で「共産党が国民党内部で共産党員と連結して、謀反する証拠がある」との発言があり、これを理由として検挙する案を提出し、広州政治分会主席の李済深はその意見に賛同した。そして会議で「清党原則」及び「清党委員会」を定め、反共清党準備工作が進行した。
4月6日、蔣介石は軍楽隊を派遣し、「共同で戦闘に備えよう（共同備闘）」という錦の旗を掲げ、上海総工会工人糾察隊に送り、油断させる一方、同時に蔣介石は青幇、洪門の頭目である黄金栄、張嘯林、杜月笙等のところに顔を出し、右派団体「中華共進会」と「上海工界連合会」を組織し、上海総工会に対抗した。
4月9日、蔣介石は淞滬戒厳司令部の成立を命令し、白崇禧に、周鳳岐を副司令にするよう任命させ、合わせて戦時戒厳条例12条を頒布した。同日、中央監察委員の鄧沢如、呉稚輝、黄紹竑、張静江、陳果夫等と連名で『護党救国通電』を発表し、武漢国民政府の容共政策を非難した。4月11日、蔣介石は各省に「一致して清党を実行せよ」と密令を出した。同日夜、青幇首領の杜月笙は共産党の若手リーダーと見られ上海総工会会長であった汪寿華を誘い出して暴行、生き埋めにした。
4月12日早朝より青幇などで組織された武装集団が共産党・労働組合（上海総工会）の拠点を襲撃、殺害していった。しかし、やがて共産党員が籠城戦を行い、戦闘は膠着。国民党の軍隊である国民革命軍が仲裁する体裁で介入し、青幇の構成員と共産党員双方から武器を回収した。共産党員は国民革命軍を味方だと思い武器を差し出したという。
12日午後、上海総工会は労働者集会を開催、翌13日午前10時に総同盟ストライキを開催することを決定、13日には上海のタバコ工場、路面電車工場、製糸工場、市当局、郵便局、船員、その他さまざまな業界の労働者20万人がストライキに突入した。同日朝、上海総工会は労働者・学生10万人規模の集会を開催、中心街で汪寿華の暗殺及び四・一二クーデターの実態解明を求めて抗議デモを行った。宝山路で蔣介石の命を受けた白崇禧の指揮する国民革命軍第26軍は銃撃を加え、多数の死傷者が出た。これにより100人余りが死亡し、負傷者はそれ以上の数であった。そして、蔣介石は上海特別市臨時政府、上海総工会及び共産党の組織一切全ての解散を命令した。共産党員の周恩来は脱出に成功したものの、潜伏した陳延年、趙世炎らは後に逮捕・殺害される。

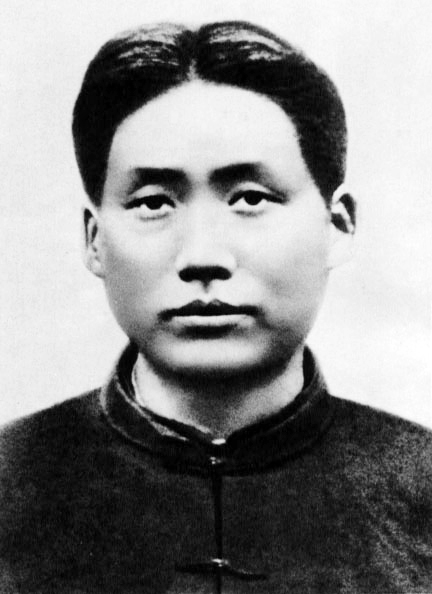
1927年頃の毛沢東

これより後、地方でも清党が開始された。4月14日、李済深は広州の陸海軍の将校を主宰しており、会議を開き共産党員の粛清（「清共」）を決め、二日目には、広州全域に大捜索を行った。廈門、福州、寧波、南京、杭州、長沙等でも、共産党員及びその支持者は謀反の罪で捜索され、多数が逮捕され、主要なメンバーは処刑された。共産党員はこれらを「白色テロ」と批判した。今日の中国では、15日までに上海だけで300人余が殺害、500人余が逮捕され、5000人余が失踪したとされている。
この事件の後、武漢にて中国共産党と中国国民党左派は蔣介石討伐運動を発動した。4月20日、中共中央は「蔣介石は既に国民革命の敵へと変化した」と発表し、群衆に、「新しい軍閥から寝返り、軍事専制を打倒する」号令をかけ、戦闘準備に入った。4月22日、宋慶齢、鄧演達、何香凝、譚平山、呉玉章、林祖涵、毛沢東ら39人は国民党中央執監委員、候補執監委名義で連名で蔣介石打倒を通電し、全国の民衆及び革命同志に、「（孫文）総理の叛徒、国民党の腐敗分子（敗類）、民衆に対し有害な人物（蟊賊）である蔣介石の打倒」を呼びかけた。

## 結果

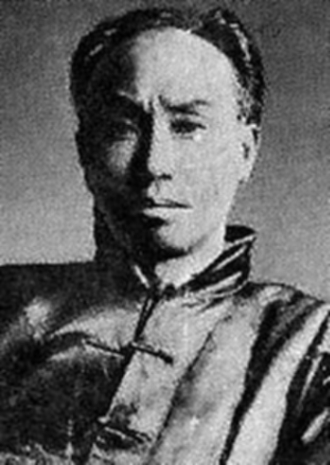
陳独秀

4月18日、蔣介石は南京にて国民政府を樹立し（南京国民政府）、共産党を受け入れている汪精衛（武漢国民政府）と対立した（寧漢分裂）。
だが、1927年7月、汪精衛率いる武漢国民政府は、ソ連から派遣されたミハイル・ボロディンが国民政府を分裂させて中国共産党に政権を奪取させることを企図していることを知った。このため武漢国民政府は共産党の言論取り締まりを決定し、「共産取締議案」を通過させ、ミハイル・ボロディン等ソ連から来た顧問を罷免した。その後、武漢では7月15日に清党が開始され、第一次国共合作は7月中旬に完全に崩壊した。
また、上海クーデターは中国共産党に大きなダメージを与えた。そして、中国共産党は蔣介石の武力による清党に対して全くの準備がないということを認識させられた。上海クーデターの後、8月7日、漢口で会議が開催され、共産党内部から陳独秀らが排斥され、新たに瞿秋白らが指導者となり、中国国民党への武力闘争が決議された（八七会議）。会議に前後して、8月1日、朱徳が率いる中国共産党と中国国民党左派は南昌で暴動を起こした（南昌蜂起）が失敗に終わった。また、毛沢東は1927年9月、湖南省と江西省の境界で少数の農民を率いて蜂起した（秋収蜂起）が失敗に終わり、その後井岡山を拠点に抵抗する端緒となった。
一方、蔣介石の軍功が武漢・南京の両政府の合流への障壁となり、また北伐軍が徐州で敗戦したことも相俟って、1927年8月蔣介石は一旦権力の座から退き、翌9月、武漢国民政府は南京国民政府に合流した。
その後、同年11月17日国民党内部の政変である広州張黄事変（zh）が勃発した。これにより蔣介石は政権に復帰し大権を掌握、そして、翌1928年には北伐を完成させ数十年に渡る中国の統治を開始したのであったが、この過程で李宗仁、白崇禧率いる新広西派の勢力が国民党内で拡大した為、蔣介石はかつての味方と政治闘争を繰り広げることになった。
尚、上海クーデターで蔣介石を助けた杜月笙の事業は順調に発展し、日中戦争収束後には上海市長になる直前にまでになったが、1949年国共内戦で中国国民党が敗北し台湾に逃亡すると、上海クーデターにおいて中国共産党を迫害したことによる訴追を避ける為、杜月笙は香港に逃亡し、1951年に香港で死去した。

## 関連作品
- ソ連の映画『上海ドキュメント』（Шанхайский документ,Shangkhaiskii Dokument,Shanghai Document,ヤコフ・ブリオフ監督 1928年）ソ連側の立場から蔣介石を糾弾するプロパガンダ映画。
- 人間の条件 (アンドレ・マルロー)